# Nicolas Chauvin
Nicolas Chauvin (nascido provavelmente em Rochefort, c. 1780) foi um soldado semimítico e patriota francês que serviu no Primeiro Exército da República Francesa e subsequentemente na Grande Armée de Napoleão Bonaparte. Seu nome dá origem ao termo "chauvinismo".
Durante a segunda metade do século XVIII, assentou praça ainda adolescente, lutou em diversas campanhas e foi um dos mais bravos soldados da República e do Império. Por seu heroísmo, foi condecorado pessoalmente por Napoleão. Era visto como um símbolo do soldado francês valoroso. Chauvin gostava de exibir suas inúmeras medalhas, principalmente aquelas que considerava as mais importantes e que lhe davam maior orgulho: dezessete cicatrizes por todo o corpo. Seu heroísmo infelizmente, era proporcional ao seu exibicionismo e à falta de modéstia. Patriota exacerbado, ia ao limite do exagero quando o assunto era a derrota de Napoleão I, em Waterloo. 
A sua fama espalhou-se e chegou até os irmãos Hippolyte e Theódore Cogniard, que nas suas comédias estilo vaudeville, começaram a ridicularizar o personagem, apresentando-o como ingénuo e fanático, surgindo o termo chauvinismo e adquirindo o valor pejorativo que tem hoje. Definido pelo Dicionário da Língua Portuguesa Contemporânea, da Academia das Ciências de Lisboa como: uma personagem belicoso, dotado de um nacionalismo exacerbado e irracional. 